# Étude prologue 〜揺れ動く心のかたち〜
『étude prologue 〜揺れ動く心のかたち〜』（エチュード プロローグ ゆれうごくこころのかたち）は、1998年8月7日にTAKUYOからWindows 98/95用に発売された一般向けPCゲーム。
1998年11月26日にセガサターン版が発売され、2006年4月27日には担当声優を全員変更しグラフィックを修正したリメイク版にあたるPlayStation 2版、2007年6月28日にPlayStation Portable版が発売された。

## 概要
本作品の特徴は男女二人の主人公がおり、男性主人公では親友だった同性キャラ、幼馴染の異性キャラが、女性主人公では攻略対象や親友キャラと、立場を変えて登場する点にある。また、主人公同士は元恋人同士という設定のため、両方の視点でプレイすることによって、片方の視点だけでは見えなかった二人の過去、登場人物たちの本心が明らかになる作りとなっている。
ゲームシステムは1日単位で進める。時間の進み方（行動回数）がオリジナル版では早朝から夕方の8回、リメイク版では早朝、朝、昼、昼下がり、夕方の5回と少し異なっている。
前半の1週間は主に学校内を移動し、後半の2週間は学校外での移動が主となる。
目的は卒業後の進路先を決めることであるが、ここには各キャラクターに関する選択肢もあり恋愛シミュレーションゲームの要素も含まれている。

## ゲーム内容
主人公に男性（達也）を選択した時
南青瀬にある天鳳高校の3年生である主人公は将来何をしたいという目的もなく卒業を2ヶ月に控えていた。
主人公に女性（瞳）を選択した時
南青瀬にある天鳳高校の3年生である主人公は明確に決まっていない進路、わだかまりが残ったままの元彼・達也との関係に悩んでいた。

## 登場人物
声優は、オリジナル版（SS・Win） / リメイク版（PS2・PSP）の順。
佐伯　瞳（さえき　ひとみ）
声：山本麻里安 / 松本彩乃
女性側の主人公。現在は妹の悠見と二人暮し。
元テニス部所属。郡司達也と付き合っていたことがある。
郡司　達也（ぐんじ　たつや）
声：関俊彦 / 森久保祥太郎
男性側の主人公。両親は父親の仕事でオーストラリアに住んでおり現在は一人暮らし。
かつて佐伯瞳と付き合っていた。
萩原　麻美（はぎわら　あさみ）
声：桜木美里（現・福圓美里）/ 茅原実里
小学校入学時から郡司達也とは腐れ縁の幼馴染で、それを「腐れ馴染」と呼んでいる。
元テニス部所属で佐伯瞳とは親友関係にある。
素直になれないが、実は昔から達也に想いを寄せている。
佐伯　悠見（さえき　ゆうみ）
声：釘宮理恵 / 黒田ひとみ
女性側の主人公の妹。ファリス女子学園の1年生。
あることがキッカケで郡司達也の親友、片桐那智のことを好きになる。
藤乃　梓（ふじの　あずさ）
声：榎本温子 / 曽田光星
天鳳高校の3年生。
孤高な性格で他人から干渉されることを嫌い、いつも一人でいる。
鮎瀬　碧（あゆせ　みどり）
声：河合久美 / 福原香織
郡司達也と同じクラスの生徒。
存在感が薄く、達也もつい最近まで彼女が同じクラスであることに気づかなかった。
山田　まゆ（やまだ　まゆ）
声：一杉佳澄 / 狩野茉莉
天鳳高校の3年生。高校に進学するまでは芸能界にいた。
「山田」と呼ばれることを極端に嫌っている。
中沢　薫（なかざわ　かおる）
声：鈴本吏香 / 平間樹里
天鳳高校の3年生。
登校後、授業も受けずに下校するなど素行はよくない。
片桐　那智（かたぎり　なち）
声：井上和彦 / 武内健
天鳳高校の3年生で郡司達也の親友。
天鳳高校以外の生徒にもファンがいるほど人気がある。
麻美に対して恋愛感情を抱いている。
草薙　瞬（くさなぎ　しゅん）
声：関智一 / 福島潤
天鳳高校の3年生。
スポーツが得意。自宅はバイク屋である。
真田　博士（さなだ　ひろし）
声：置鮎龍太郎 / 笹沼晃
天鳳高校の3年生。
学年トップの成績を取る優等生で性格は真面目。
密かに瞳に恋をしている。
天野　神吾（あまの　しんご）
声：岩永哲哉 / 下和田裕貴
天鳳高校の3年生。動物好きである。
近づくと不幸になるという噂があり、他人と関わりを持とうとしない。
Little Aidの主人公、西村あかりは従妹。

## 関連CD
『エチュード虹組』（ワーナーミュージック・ジャパン、1998年7月25日発売）
収録曲
1. ゴメンの一番星（歌：桜木美里）
  - 作詞・作曲：Love Comedy、編曲：鈴木豪
2. 想い出は雨のように（歌：河合久美）
  - 作詞・作曲：五味千賀庫、編曲：鈴木豪
3. 永遠のデジャブ（歌：鈴木吏香）
  - 作詞・作曲・編曲：高田三郎
4. きっと、大丈夫。（歌：山本麻里安）
  - 作詞：山本麻里安、作曲：藤原雄紀、高田三郎、編曲：高田三郎
5. （my）ダーリン・is・NO.1（歌：釘宮理恵）
  - 作詞：むらやまじゅん、作曲・編曲：ヒダテモトハラ
6. 扉の向こうに（歌：榎本温子）
  - 作詞・作曲：大津美紀、編曲：ヒダテモトハラ
7. 手をつないで歩こう（歌：一杉佳澄）
  - 作詞・作曲：五味千賀庫、編曲：鈴木豪
8. レールの向こう（歌：エチュード虹組）
  - 作詞・作曲・編曲：須藤祐
  - ゲーム本編のオープニングテーマ。